# Дубошинський Павло Пилипович
Павло Пилипович Дубошинський (біл. Павел Піліпавіч Дубашынскі; *14 березня 1931, Горбуни, Шаркавщинський район, Вітебська область — †2 квітня 2000) — білоруський актор. Народний артист БРСР (1989).
Після закінчення Білоруського театрально-мистецького інституту (1955, педагог Л. Мозолевська) працював у Білоруському республіканському театрі юного глядача, з 1967 року — у театрі імені Янки Купали.
Серед найкращих ролей: Шпекін («Ревізор» Миколи Гоголя), Присипкін («Клоп» Володимира Маяковського) та інші. Досконалість малюнка, виразна пластика, використання гротеску, ексцентрика притаманна комедійним ролям створення артистом у театрі імені Янки Купали. Значного успіху досягнув у національному репертуарі: Прокоп («Рудабельська республіка» за С. Гроховським) і інш.